# Dubai Tennis Championships 2009
Barclays Dubai Tennis Championships 2009 — тенісний турнір. Належав до серії 500 у рамках Туру ATP 2009, а також до серії Premier 5 у рамках Туру WTA 2009. Обидва турніри відбулись в Aviation Club Tennis Centre у Дубаї (ОАЕ). Жіночий турнір тривав з 15 до 21 лютого 2009 року, а чоловічий — з 23 до 28 лютого 2009 року.

## Учасниці

### Сіяні пари
| Спортсменка             | Країна     | Рейтинг* | Сіяна |
| ----------------------- | ---------- | -------- | ----- |
| Серена Вільямс          | США        | 1        | 1     |
| Дінара Сафіна           | Росія      | 2        | 2     |
| Єлена Янкович           | Сербія     | 3        | 3     |
| Олена Дементьєва        | Росія      | 4        | 4     |
| Віра Звонарьова         | Росія      | 5        | 5     |
| Вінус Вільямс           | США        | 6        | 6     |
| Світлана Кузнецова      | Росія      | 7        | 7     |
| Ана Іванович            | Сербія     | 8        | 8     |
| Агнешка Радванська      | Польща     | 10       | 9     |
| Алізе Корне             | Франція    | 11       | 10    |
| Маріон Бартолі          | Франція    | 13       | 11    |
| Домініка Цібулкова      | Словаччина | 18       | 12    |
| Чжен Цзє                | Китай      | 20       | 13    |
| Анабель Медіна Гаррігес | Іспанія    | 21       | 14    |
| Анна Чакветадзе         | Росія      | 23       | 15    |
| Кая Канепі              | Естонія    | 24       | 16    |

- Рейтинг подано станом на 16 лютого 2009.

### Інші учасниці
Нижче наведено учасниць, які отримали вайлд-кард на участь в основній сітці:
- Саня Мірза
- Віра Душевіна
- Стефані Фегеле

Нижче наведено гравчинь, які пробились в основну сітку через стадію кваліфікації:
- Анастасія Родіонова
- Уршуля Радванська
- Лапущенкова Анна Олександрівна
- Юлія Шруфф
- Олена Весніна
- Вікторія Кутузова
- Таміра Пашек
- Янь Цзи

Гравчині, що потрапили в основну сітку як щасливий лузер:
- Моріта Аюмі
- Андрея Клепач
- Каміль Пен

## Учасники

### Сіяні учасники
| Спортсмен      | Країна          | Рейтинг* | Сіяний |
| -------------- | --------------- | -------- | ------ |
| Новак Джокович | Сербія          | 3        | 1      |
| Енді Маррей    | Велика Британія | 4        | 2      |
| Жиль Сімон     | Франція         | 8        | 3      |
| Давид Феррер   | Іспанія         | 14       | 4      |
| Марин Чилич    | Хорватія        | 19       | 5      |
| Ігор Андрєєв   | Росія           | 24       | 6      |
| Іво Карлович   | Хорватія        | 29       | 7      |
| Марат Сафін    | Росія           | 25       | 8      |

- Рейтинг подано станом на 23 лютого 2009.

### Інші учасники
Нижче наведено учасників, які отримали вайлд-кард на участь в основній сітці:
- Марат Сафін
- Андреас Сеппі
- Mohammed Ghareeb

Нижче наведено гравців, які пробились в основну сітку через стадію кваліфікації:
- Флавіо Чіполла
- Лоран Рекундер
- Марко К'юдінеллі
- Міхаель Ламмер

Гравець, що потрапив в основну сітку як щасливий лузер:
- Рік де Вуст

## Переможці та фіналісти

### Одиночний розряд, чоловіки
Новак Джокович —  Давид Феррер 7–5, 6–3
- Для Джоковича це був перший титул за сезон і 12-й — за кар'єру.

### Одиночний розряд, жінки
Вінус Вільямс —  Віржіні Раззано 6–4, 6–2
- Для Вінус це був перший титул за сезон і 40-й — за кар'єру.

### Парний розряд, чоловіки
Рік де Вуст /  Дмитро Турсунов —  Мартін Дамм /  Роберт Ліндстедт 4–6, 6–3, [10–5]

### Парний розряд, жінки
Кара Блек /  Лізель Губер —  Марія Кириленко /  Агнешка Радванська 6–3, 6–3